# Abraham Frans Karel Hartogh
Abraham Frans Karel Hartogh (Amsterdam, 29 december 1844 - 's-Gravenhage, 13 februari 1901) was een Nederlands politicus.
Hartogh was een Amsterdamse advocaat die in de Tweede Kamer tot de vooruitstrevende liberalen behoorde. Hij was een vooraanstaand juridisch specialist, die via een initiatiefvoorstel een omvangrijke herziening van het procesrecht tot stand bracht. Hij maakte naar aanleiding van de zogenaamde Hogerhuisaffaire (waarbij twee broers ten onrechte waren veroordeeld wegens diefstal) revisie van een vonnis mogelijk.
- Biografisch Portaal: 30419709
- International Standard Name Identifier: 0000 0003 9262 6459
- Nationale Bibliotheek van Polen: a0000003667389
- Nederlandse Thesaurus van Auteursnamen: 069069670
- Parlement.com: vg09ll1eqkyx
- Virtual International Authority File: 286685155
- WorldCat: E39PBJgX8DBJrwTgk3Fdcft7pP